# Estadio Unión Tarma
El estadio Unión Tarma es un estadio ubicado en la ciudad de Tarma, departamento de Junín. Tiene capacidad para seis mil espectadores. Es utilizado actualmente por el club Sport Dos de Mayo, que disputa la Copa Perú, y por ADT, de la Liga 1.

## Historia
Por primera vez desde el Campeonato Descentralizado 1980 hasta 1991 en 2021, el estadio volvió a albergar partidos de primera división. Fue en el Torneo Apertura de la Liga 1 2022 en el partido entre la Asociación Deportiva Tarma y UTC por la fecha 17.

## Galería

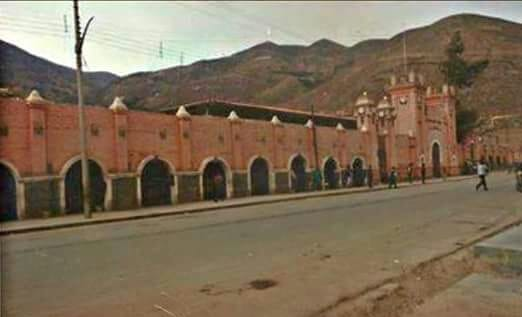
Antiguo estadio Unión Tarma antes de ser demolido

### Primer partido profesional
| Fecha    | Local                      | Resultado | Visitante        | Competición          |
| -------- | -------------------------- | --------- | ---------------- | -------------------- |
| 4-5-1980 | Asociación Deportiva Tarma | 1-1       | Atlético Chalaco | Descentralizado 1980 |

### Vuelta a primera división (2022)
| Fecha     | Local                      | Resultado | Visitante | Competición |
| --------- | -------------------------- | --------- | --------- | ----------- |
| 19-6-2022 | Asociación Deportiva Tarma | 1-2       | UTC       | Liga 1 2022 |